# Budesonida/formoterol
Budesonida/formoterol, vendido sob o nome Symbicort, Foraseq e Alenia, entre outros, é uma combinação de medicamentos utilizados no manejo da asma ou doença pulmonar obstrutiva crónica (DPOC). Ele contém budesonida, um esteróide e formoterol, um β2-agonista de longa acção (LABA). Isto não é recomendado para piora súbita ou tratamento de broncoespasmo activo. Ele é ingerido por respiração.
Efeitos secundários comuns incluem dor de garganta, gripe e uma infecção de levedura da boca. Houve preocupações de que o componente LABA aumenta o risco de morte em crianças com asma, no entanto, estas preocupações foram removidas em 2017. Não está claro se o uso na gravidez é seguro.
Budesonida/formoterol foi aprovado para uso médico nos Estados Unidos em 2006. Faz parte da Lista de Medicamentos Essenciais da Organização Mundial da Saúde, uma lista dos mais eficazes e seguros medicamentos que são necessários em um sistema de saúde. Nos Estados Unidos, em 2017, o custo de um inalador é de cerca de 30 dólares. No Reino Unido, o custo em 2015 foi de cerca de 35 libras, para uma unidade com 120 doses.